# 德尼塞
德尼塞（法語：Denicé，法語發音：[dənise] ⓘ）是法国罗讷省的一个市镇，属于索恩河畔自由城区。

## 地理
德尼塞（46°0'6"N, 4°38'44"E）面积9.53 平方千米，位于法国奥弗涅-罗讷-阿尔卑斯大区罗讷省，该省份为法国中东部省份，北起顺时针与索恩-卢瓦尔省、安省、里昂大都会、伊泽尔省和卢瓦尔省接壤。
与德尼塞接壤的市镇（或旧市镇、城区）包括：圣于连、蒙默拉-圣索尔兰、里沃莱、科尼、拉斯纳、格莱泽、阿尔纳斯。

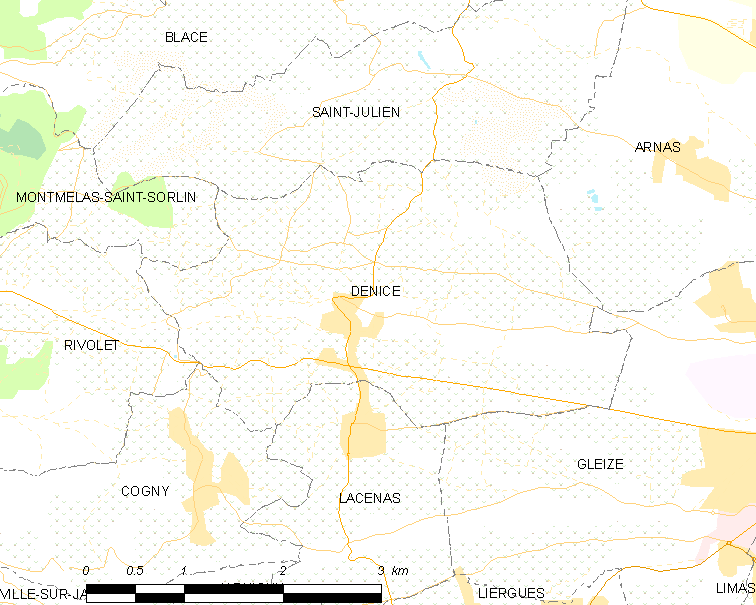
德尼塞的OSM定位图

德尼塞的时区为UTC+01:00、UTC+02:00（夏令时）。

## 行政
德尼塞的邮政编码为69640，INSEE市镇编码为69074。

## 政治
德尼塞所属的省级选区为格莱泽县。

## 人口

1962-2008年间德尼塞人口变化图示

德尼塞于2022年1月1日时的人口数量为1574人。